# Taroom
Taroom ist eine kleine Stadt im australischen Bundesstaat Queensland. Sie befindet sich im Banana Shire am Leichhardt Highway, 484 Kilometer von Brisbane, 302 Kilometer von Rockhampton und 341 Kilometer von Toowoomba entfernt. Im Jahr 2021 hatte Taroom 578 Einwohner.

## Name
Der Name Taroom stammt von den Aborigines und bezeichnet die Früchte tragenden Bäume, die im Gebiet von Taroom wachsen. Die Stadt wurde an einem Lagerplatz der frühen Siedler gegründet und wurde ursprünglich Bonners Knob genannt.

## Geschichte
Der preußische Entdecker Ludwig Leichhardt kam auf seiner ersten Australienexpedition um den November 1844 in das Gebiet der Stadt und ritzte Zeichen in einen etwa 300 Jahre alten und mittlerweile denkmalgeschützten Coolibah-Baum ein. Der Baum steht in der Ortsmitte. Leichhardts originale Zeichen in der Baumrinde sind nicht mehr vorhanden, sind allerdings dokumentiert worden. Nach der Durchreise von Leichhardt und seinem späteren Bericht über das landwirtschaftlich nutzbare Land erfolgte die europäische Besiedlung.
Der Ort entstand am Stoney Crossing am Dawson River. 1856 wurde in Taroom ein Postbüro eröffnet. 1857 fand an der Hornet Bank Station, 40 Kilometer von Taroom entfernt, das Hornet-Bank-Massaker statt, bei dem Aborigines der Yeeman elf Europäer töteten. Die Yeeman rächten sich dafür, dass ihnen ein mit Strychnin vergifteter Pudding übergeben worden war. Anschließend wurde der Stamm insbesondere von einem Überlebenden massiv verfolgt und dabei erheblich dezimiert.
1858 wurden in Taroom das Leichhardt Hotel eröffnet und ein Gerichtsgebäude fertiggestellt. Um 1860 gab es in Taroom drei Hotels; eine Schule nahm im Jahr 1870 ihren Betrieb auf. Der Taroom Racing Club wurde 1874 gegründet und anschließend ließen sich mehrere Milchbauern nieder. Zwei Kirchen wurden 1896 gebaut, eine anglikanische und eine katholische. 1899 wurde ein Hospital fertiggestellt.
1920 konnte ein Schulgebäude errichtet werden, das sowohl eine staatliche als auch eine katholische Schule beherbergte. 1944 brannten Gebäude in Taroom nieder und 1947 wurden moderne Gebäude und von 1956 bis 1959 ein modernes Schulgebäude errichtet.

## Wirtschaft
Der Ort ist ein Zentrum der Fleischwirtschaft in Queensland. Weitere bedeutsame wirtschaftliche Aktivitäten sind die Holzindustrie und der Weizenanbau.
Taroom befindet sich in einem Sedimentbecken, dem Suratbecken, in dem große Kohlevorkommen liegen. Drei Kilometer von Taroom entfernt befindet sich ein Kohle-Tagebau, das Taroom Coal Project.

## Tourismus
In Taroom befinden sich heute mehrere Geschäfte, ein Hospital, Sportanlagen, ein Swimmingpool, ein historisches Museum, das Leichhardt Hotel und Motel wie auch ein Campingplatz.
Im Ort gibt es mehrere denkmalgeschützte Gebäude. Touristen kommen auch nach Taroom, um den Leichhardt Tree zu besichtigen und zu fotografieren. Des Weiteren befindet sich in Taroom das Ludwig Leichhardt Memorial, ein Gedenkstein, auf dem drei Bronzeplaketten aufgebracht sind. Der Gedenkstein befindet sich im Ludwig Leichhardt Park an der Yaldwyn Street, östlich des Leichhardt Trees.
Seit mehr als 100 Jahren veranstaltet die Taroom Show Society ein Stadtfest, die Taroom Show.
In der Nähe von Taroom liegen der Isla-Gorge-Nationalpark, Palmgrove-Nationalpark, Precipice-Nationalpark und Expedition-Nationalpark.

## Überschwemmungen
Am 27. Dezember 2010 wurde der Ort von den Wassern des Dawson River im Norden, Westen und Süden überschwemmt. Dabei erreichte der Fluss eine Höhe von 10,28 Metern, einen Meter höher als während der Überschwemmung im Jahr 1956.